# خطب باريس

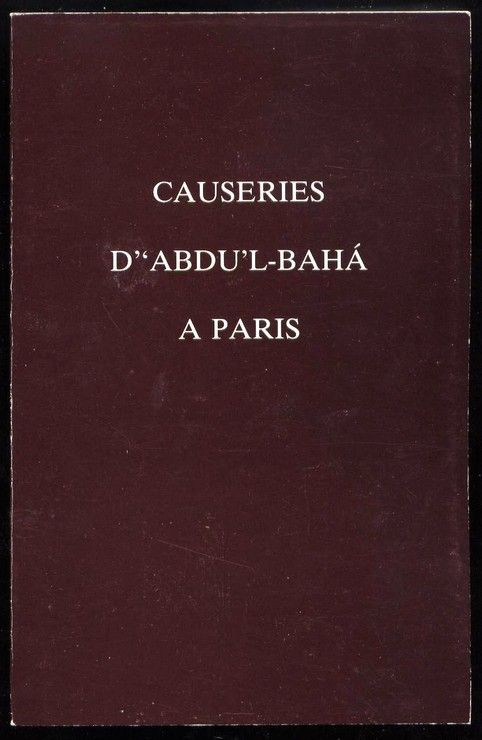
غلاف كتاب خطب باريس النسخة الأصلية (باللغة الفرنسية)

خطب باريس (بالإنجليزية: Paris Talks) هو كتابٌ منسوخٌ من أحاديث ألقاها عبدالبهاء أثناء وجوده في باريس في المراحل الأولى من رحلاته إلى الغرب. تم نشره في الأصل تحت عنوان "خطب عبد البهاء في باريس" عام 1912م. لم يقرأ عبدالبهاء نصوص محادثاته في باريس ولم يصادق عليها، وبالتالي فإن صحة المحادثات غير معروفةٍ. قال شوقي أفندي، ولي الديانة البهائية في النصف الأول من القرن العشرين، إنه على الرغم من عدم توثيق النصوص، إلا أنه لا يزال من الممكن استخدام المجموعات من قبل البهائيين وسيتم العمل في المستقبل للعثور على الأجزاء الأصلية.
ملاحظات ليدي بلامفيلد هي أساس المجلد.

## نبذة تعريفية
كتاب "خُطب باريس" هو عبارةٌ عن مجموعةٍ من 52 خطابًا لعبدالبهاء ألقاها في باريس أثناء رحلته إلى أوروبا في الفترة من 16 أكتوبر إلى 1 ديسمبر 1911م. وبعد رحلته إلى باريس، زار لندن حيث ألقى الخطب أيضًا. مكث عبدالبهاء في باريس في 4 شارع كامويس، بجوار حديقة تروكاديرو. ولم تقتصر خطاباته على الحاضرين في هذا البيت فحسب، بل خاطب الجميع. تحدث في البيوت البهائية، ومقر الجمعية الثيوصوفية، وAllianz Spiritualiste، وكنيسة القس فاغنر، وبهو لامي. ألقى الخطب باللغة الفارسية ثم قامت بترجمتها بعد ذلك إلى الفرنسية لورا كليفورد بارني وزوجها الباحث هيبوليت دريفوس بارني. قامت سارة لويزا بلومفيلد من لندن وابنتيها وصديقتها بتسجيل الكلمات وترجمتها إلى اللغة الإنجليزية بناءً على طلب عبدالبهاء. نُشرت منها ترجمةٌ ألمانيةٌ في وقتٍ مبكرٍ من عام 1914م تحت عنوان "إنجيل المحبة والسلام"، وفي عام 1921م تحت عنوان "خطابات عبد البهاء عباس التي ألقاها في باريس في خريف عام 1911م". 
على الرغم من أن هذا الكتاب يُحظى بتقديرٍ كبيرٍ بين البهائيين، إلا أن الخطب المترجمة والمسجلة اختزاليًا لا تعتبر جزءًا أصيلًا تمامًا من الكتابات البهائية، خاصةً أنه لم يتم دائمًا إعادة إنتاجها بدقةٍ بواسطة مترجمها.

## المحتوى
ناقش عبدالبهاء في خطب باريس مواضيع عديدة ومنها أهمية الأدب واللطف مع الجميع، وأكّد على أهمية التغلب على الفقر المدقع والغنى الفاحش. ودعى إلى الحفاظ على السلام وتجنب الحروب، وضرورة العمل المشترك بين الدين والعلم. كما أنه لخّص المبادئ الأخلاقية والتعاليم البهائية، وأكد على نبذ جميع أنواع التحيزات والتعصبات.

## عبدالبهاء

عبدالبهاء خلال أسفاره

عبدالبهاء عباس (1260ه - 1340ه‍ / 1844م - 1921م) هو الابن الأرشد لبهاءالله، شارع ومؤسس الديانة البهائية. عيّنه بهاءالله في وصيته "كتابُ عهدي" لكي يليه في تدبير أمور الجامعة البهائية، وليكون مركزًا لعهده وميثاقه، والمفسر الوحيد لتعاليمه وكتاباته وأحكامه.
معظم آثار عبدالبهاء الكتابية هي عبارةٌ عن رسائل وخطب وأجوبة على أسئلة أفرادٍ في الشرق والغرب. تم تدوين أكثر أحاديثه وخطبه وطُبع منها الكثير. كان عبدالبهاء يكتب ويتحدث بثلاث لغاتٍ هي العربية والفارسية والتركية، وبدأ في الكتابة والخطابة وهو في سنٍ مبكرةٍ، واستمر بكتابة الرسائل والخطب حتى آخر يومٍ في حياته التي بلغ فيها السابعة والسبعين. اتسمت وتميزت كتاباته بسلاسة اللفظ وقوة المبنى وبلاغة المعنى، بحيث وصفه بعض أدباء اللغة العربية في عصره بأنه «فصيح اللهجة» وبأنه «قلّ أن ينال أحدٌ منها مناله أو يبلغ كماله».
يعتبر البهائيون عبدالبهاء المثل الأعلى لتعاليم الدين البهائي، وتعتبر قصص حياته أمثلةً شاهدةً لتلك التعاليم. وصفه العديد من الشخصيات غير البهائية في الشرق والغرب بأوصاف مثل "العالم العلاّمة" و"الشيخ الورع العظيم" و"معدن الفضل والكمال". وكان يمتاز بـ "سرعة الخاطر وسداد المنطق وسعة العلم ووفور الحكمة". وفي القاهرة وصفه بعض الصحفيين في مجلة العمران القاهرية بأنه كان "فصيح اللسان عذب البيان". أما أهل الغرب فوصفوه بـ “سفير السلام". وعبّروا عن اندهاشهم بموضوعية تفكيره وإحاطته بالعلوم والفنون العصرية والاتجاهات الفكرية الغربية والشرقية، رغم أنه لم يدخل المدارس أو الجامعات. وكتب عنه إدوارد غرانفيل بروان، وهو باحثٌ في الآداب الشرقية، واصفًا لشخصية عبد البهاء بأنه يمتاز "بالقوة والعظمة ورجاحة العقل وبالبلاغة والبيان وسرعة الخاطر وبالهيبة واللطف والبشاشة". ووصفه الدكتور توماس كلي تشين بـ "سفير الإنسانية"، فكانت حياته مثالاً للعبودية والبساطة وخدمة البشرية.

## أنظر أيضًا
- أسفار عبد البهاء إلى الغرب
- خطب عبدالبهاء
- كتابات عبدالبهاء
- مفاوضات عبدالبهاء

## روابط خارجية
- خطب عبدالبهاء في أوروبا وأمريكا
- خلاصة محادثات باريس
- Talks by Abdul Baha Given in Paris public domain audiobook at LibriVox